# Nano-RAM

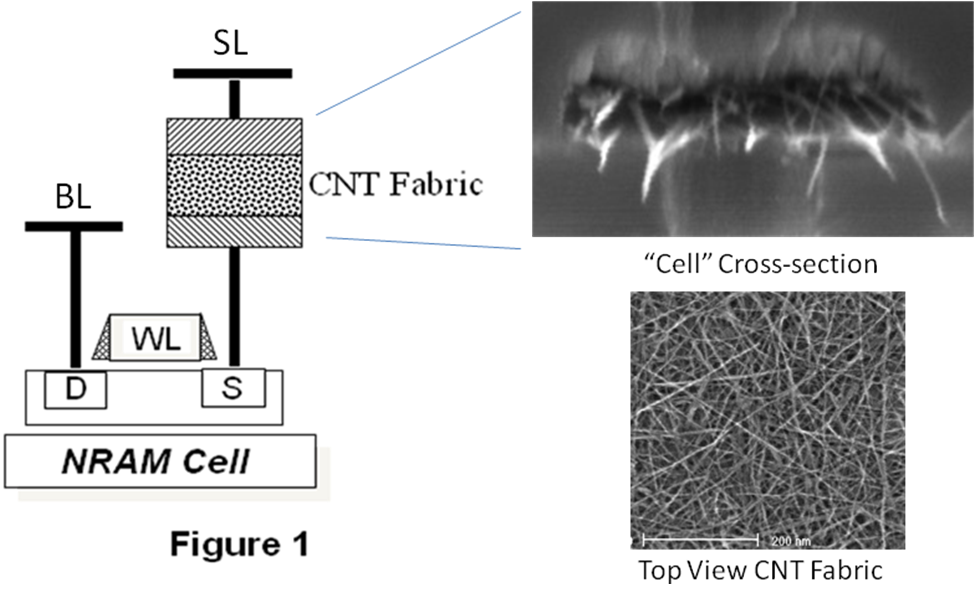
Fig.1

Nano-RAM és una mena de memòria de computadora no volátil (NV) d'accés aleatori (RAM) que funciona canviant la posició de nanotubs de carboni dipositats en un substracte de tipus circuit integrat. També es poden anomenar NRAM. El desenvolupament d'aquesta tecnologia és propietat de l'empresa Nantero. En teoria, les petites dimensions d'aquesta tecnologia permetran una densitat de memòria molt elevada. Es preveu que substituirà l'actual memòria flaix.

## Tecnologia
El dispositiu NRAM actua com una memòria RAM no volàtil amb dos estats resistius diferenciats depenent de la posició dels nanotubs de carboni (vegeu Fig.2). Quan els nanotubs estan separats, no hi ha contacte elèctric i representa un "0" lògic. Altrament, quan els nanotubs estan en contacte, hi ha conducció elèctrica i representa un "1" lògic. Per a commutar entre els dos estats cal aplicar una tensió d'actuació (menor a la tensió de lectura d'estat). El canvi d'estat es produeix mercès a forces electroestàtiques entre els nanotubs produïdes per la tensió elèctrica aplicada. Quan retirem la tensió elèctrica, l'estat dels nanotubs es manté mercès a foces d'adhesió física o forces de Van der Waals.

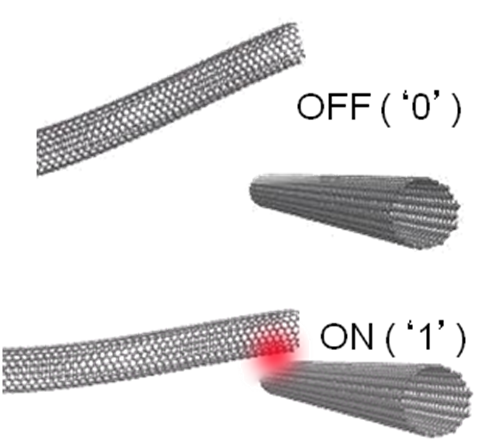
Fig.2 Nanotubs de carboni

## Característiques
Es poden destacar les següents:
- Comparant amb memòria DRAM (RAM dinàmica):
  - NRAM no consumeix energia per a mantenir l'estat.
  - NRAM no perd l'estat quan no està alimentada.
  - NRAM pot tenir major densitat.
- Comparant amb memòria Flaix:
  - NRAM té major velocitat d'escriptura.
  - NRAM consumeix menys energia en els cicles de lectura i escriptura.
  - NRAM no ha d'escriure en blocs o pàgines com la flaix, realment és una memòria d'accés aleatori (RAM).

## Fabricants de NRAM
A data 20/01/2017 hi ha implementacions reals de memòries NRAM del fabricant Fujitsu Arxivat 2016-09-04 a Wayback Machine.: